# Лубница (Конче)
Лубница (мкд. Лубница) је насеље у Северној Македонији, у југоисточном делу државе. Лубница је у саставу општине Конче.

## Географија
Лубница је смештена у југоисточном делу Северне Македоније. Од најближег града, Радовишта, насеље је удаљено 22 km југозападно.
Насеље Лубница се налази у историјској области Лукавица. Насеље је положено у долини реке Криве Лукавице, на приближно 580 метара. Долина је затворена планинама, па се западно од насеља издиже Конечка планина, ка југу Градешка планина, а ка истоку Смрдеш.
Месна клима је континентална, са утицајем Егејског мора (жарка лета).

## Становништво
Лубница је према последњем попису из 2002. године имала 361 становника.
Претежно становништво су етнички Македонци. До средине 20. века у насељу су живели Турци, који су се потом спонтано иселили у матицу.
Већинска вероисповест месног становништва је православље.